# Tres Lomas (município)
Tres Lomas é um partido (município) da província de Buenos Aires, na Argentina. Possuía, de acordo com estimativa de 2019, 8.801 habitantes.